# Emma Hartley-Miller
Emma Hartley Miller, född 1984 i Edinburgh i Skottland, är en brittisk skådespelerska. Hon växte upp i Blackhall ett bostadsområde i Edinburgh nära Leith.

## Filmografi
- Hem till gården 2007–2009 TV-serie
- Coronation Street 2007–2010 TV-serie
- Sunshine on Leith 2013
- Brottsplats Edinburgh 2013 gästroll Tv-serie
- Barnmorskan i East End 2015 gästroll TV-serie
- Casualty  2014–2016 TV-serie